# Takecallis arundicolens
Takecallis arundicolens är en insektsart som först beskrevs av Clarke 1903.  Takecallis arundicolens ingår i släktet Takecallis och familjen långrörsbladlöss. Inga underarter finns listade i Catalogue of Life.